# Les Jeux d'enfants (Brueghel)
Pour les articles homonymes, voir Les Jeux d'enfants.
Les Jeux d’enfants est une peinture à huile sur panneau de bois peinte par Pieter Brueghel l'Ancien en 1560. Il est exposé actuellement au Kunsthistorisches Museum à Vienne.

## Historique
De dimension 116 × 161 cm, il porte en bas, à droite, la signature et la date : « BRVEGEL 1560 ». Mentionnée pour la première fois par Carel van Mander dans son évocation de la vie de Bruegel, cette peinture devient possession du duc d'Autriche en 1594.
Elle représente 230 enfants — 137 garçons et 93 filles — jouant 83 jeux différents.